# كهف دي لوس تايوس
كهف دي لوس تايوس هو كهف يقع على المنحدرات الشرقية لجبال الأنديز في مقاطعة مورونا سانتياغو في الإكوادور.

## وصلات خارجية
- Nexus Magazine article
- Stan Hall's Goldlibrary website
- Skeptoid #637: Cueva de los Tayos and the Lost Metal Library: Part 1 at برايان دونينغ
- Skeptoid #638: Cueva de los Tayos and the Lost Metal Library: Part 2 at برايان دونينغ